# سینما شیرین آبادان
سینما شیرین آبادان که با قدمتی ۸۰ ساله یک از چندین سینمای آبادان در قبل از انقلاب می‌باشد، در سال ۱۳۱۰ در دوره پهلوی اول با ظرفیت بیش از ۷۰۰ نفر توسط بخش خصوصی و یک تاجر هندی ساخته شد. سینما شیرین تنها سینمای غیردولتی در آن زمان بود. این سینما در مرکز تجاری شهر در منطقه امیری خیابان منتظری (شاپور سابق) قرار دارد.
سینما شیرین در دوره ساخت خود نخستین سینمای مجهز آبادان به شمار می‌رفت که دو طبقه سرپوشیده و یک سالن نمایش تابستانی داشت.
پس از جنگ جهانی دوم، با افزودن دو طبقه دیگر به ساختمان، این سینما به بزرگترین سینمای ایران تبدیل شد.

## پس از انقلاب
سینما شیرین بعد از انقلاب به فعالیت خود ادامه داد اما با شروع جنگ ایران و عراق تعطیل شد و مثل بیشتر سینماهای آبادان هیچ وقت مجدداً راه اندازی نشد و در اثر جنگ خسارت‌هایی هم به این سینما وارد شد.

## ثبت در فهرست آثار ملی
سینما شیرین آبادان در تاریخ ۱۷ خرداد سال ۸۵ به شماره ۱۵۶۲۶ در فهرست آثار ملی ایران به ثبت رسید.
این سینما که در اختیار بخش خصوصی بود، با هماهنگی‌ها و رایزنی برای جلوگیری از تخریب و همچنین حفظ این اثر فرهنگی و تاریخی به تملک سازمان میراث فرهنگی و گردشگری درآمد.
سینما شیرین آبادان نخستین ساختمان سه‌طبقه در خاورمیانه بوده‌است که به عنوان یکی از آثار فرهنگی تاریخی به شمار می‌رود.